# Aplicație

Un tip de aplicații sunt funcțiile, cum ar fi asocierea formelor din X cu culorile din Y

În matematică o aplicație este o noțiune adesea echivalată cu o funcție, dar poate avea și unele generalizări. Inițial, aceasta era o abreviere care se referă adesea la acțiunea aplicării unei funcții elementelor din domeniul său de definiție. Această terminologie nu este complet stabilită, deoarece acești termeni nu sunt în general definiți formal și pot fi considerați a fi jargon matematic.
Aplicațiile pot fi fie funcții , fie morfisme, deși termenii au o anumită suprapunere. Termenul aplicație poate fi utilizat pentru a distinge unele tipuri speciale de funcții, cum ar fi omomorfismele. De exemplu, o aplicație liniară este un omomorfism de spații vectoriale, în timp ce termenul funcție liniară poate avea acest sens, dar și altul. În teoria categoriilor o aplicație se poate referi la un morfism, care este o generalizare a noțiunii de funcție. În unele ocazii, termenul de transformare poate fi și el utilizat, alternativ. Există, de asemenea, câteva utilizări mai puțin frecvente, în logică și teoria grafurilor.

## Aplicațiile ca funcții
În multe ramuri ale matematicii, termenul aplicație este folosit în sensul de funcție, uneori cu o proprietate specifică de o importanță deosebită pentru acea ramură. De exemplu, o „aplicație” este o „funcție continuă” în topologie, o „transformare liniară” în algebra liniară etc.
Unii autori, ca Serge Lang, folosesc temenul funcție numai pentru a se referi la aplicații în care codomeniul este o mulțime de numere (adică o submulțime din {\displaystyle \mathbb {R} } sau {\displaystyle \mathbb {C} }) și rezervă termenul de aplicație pentru funcții mai generale.
Aplicațiile de anumite tipuri fac obiectul multor teorii importante. Acestea includ omomorfisme în algebra abstractă, izometrii în geometrie, operatori în analiză și reprezentări în teoria grupurilor.
În teoria sistemelor dinamice o aplicație denotă o funcție de evoluție folosită pentru a crea sisteme dinamice discrete.
O aplicație parțială este o funcție parțială. Termeni înrudiți precum domeniu, codomeniu, funcție injectivă și funcție continuă pot fi folosiți și la aplicații, și la funcții, cu același sens. Toate aceste utilizări pot fi folosite în cadrul „aplicațiilor” ca funcții generale sau ca funcții cu proprietăți speciale.

## Ca morfisme
În teoria categoriilor termenul „aplicație” este adesea folosit ca sinonim pentru „morfism” sau „săgeată”. Prin urmare este mai general decât „funcție”. De exemplu, morfismul {\displaystyle f:X\to Y} într-o categorie concretă (adică un morfism care poate fi văzut ca o funcție) poartă cu sine informațiile domeniului său, {\displaystyle X} și codomeniul său, {\displaystyle Y}). În definiția larg utilizată a unei funcții {\displaystyle f:X\to Y}, {\displaystyle f} este o submulțime a {\displaystyle X\times Y} constând din toate perechile {\displaystyle (x,f(x))} pentru {\displaystyle x\in X}. În acest sens, funcția nu conține informațiile despre care mulțime {\displaystyle Y} este folosit ca codomain; doar gama {\displaystyle f(X)} este determinată de funcție.

## Alte utilizări

### În logică
În logica formală termenul aplicație este folosit uneori ca predicat funcțional⁠(d), întrucât în teoria mulțimilor o funcție este un model⁠(d) al unui astfel de predicat⁠(d).

### În teoria grafurilor

Un exemplu de aplicație în teoria grafurilor

În teoria grafurilor, o aplicație este un desen al unui graf pe o suprafață ca muchiile să se intersecteze. Dacă suprafața este un plan atunci o aplicație este un graf planar, similar cu o hartă politică.

### În informatică
În comunitățile de programatori care tratează funcțiile ca obiecte foarte importante, o aplicație este adesea un program care realizează o funcție de ordin superior⁠(d) pe baza unei funcții având ca argumente o listă [v0, v1, ..., vn] și returnând [f(v0), f(v1), ..., f(vn)] (unde n ≥ 0).